# ポール・ニコルソン
ポール・ニコルソン (Paul Nicholson, 1970年 - ) は、イングランドウィルトシャー州スウィンドン出身のデザイナー。サリー州・キングストン・アポン・テムズ (en:Kingston Upon Thames) で日本学史を修学。
日本でのデザインとしては、攻殻機動隊S.A.C.シリーズの「笑い男」のデザインがアニメファン等に親しまれている。

## 主なロゴ
- エイフェックス・ツイン（ロゴ）[1]
- 攻殻機動隊 STAND ALONE COMPLEX（2002年、笑い男のロゴ）[2]
- 攻殻機動隊 S.A.C. 2nd GIG（2004年、個別の11人のロゴ）
- 東のエデン（2009年、東のエデンのロゴと、セレソンゲームのロゴ）[3]
- Xi AVANT（2011年、PH9のロゴ）